# Cotentin

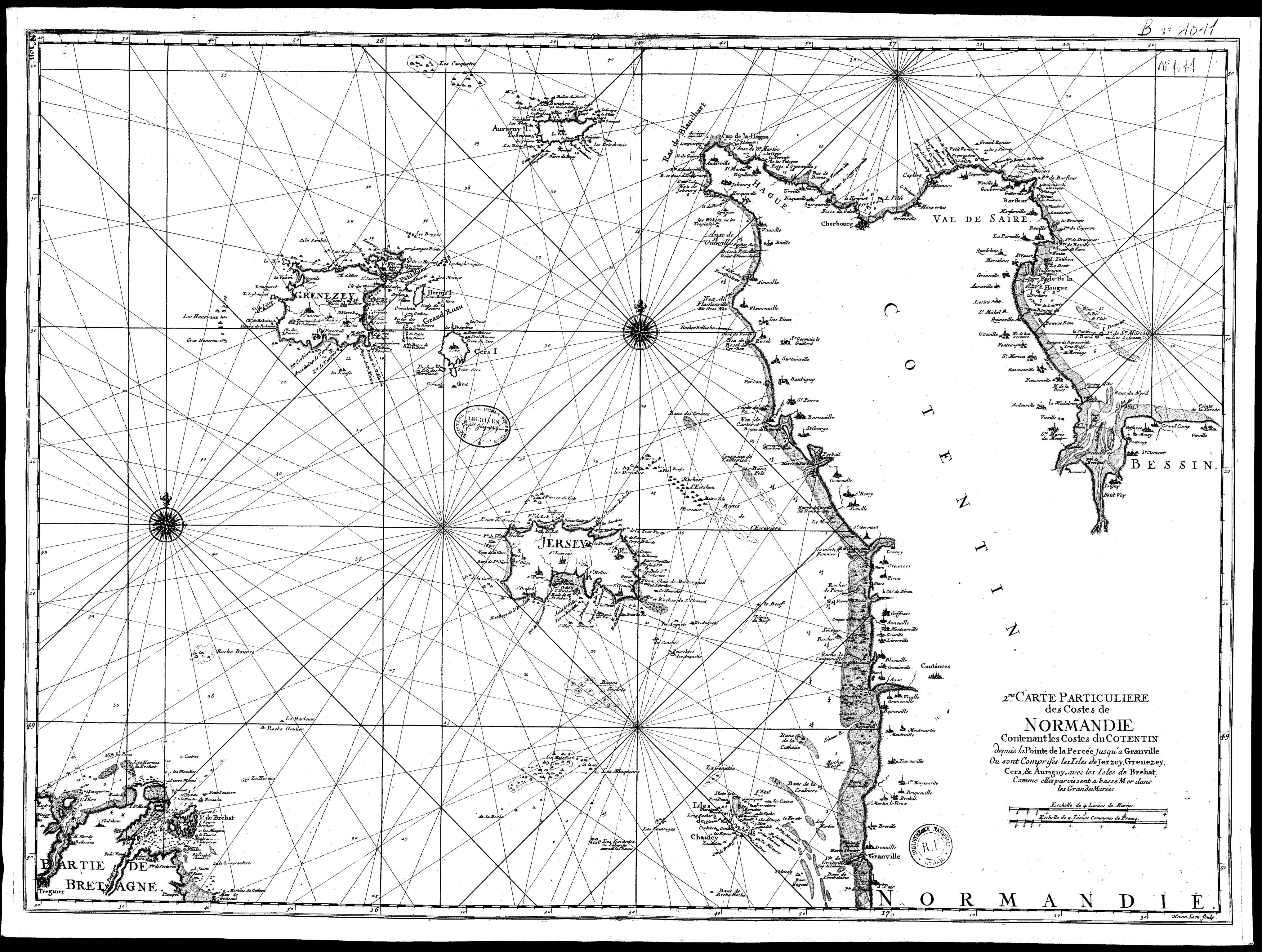
Półwysep Contentin na mapie morskiej z XVIII w.

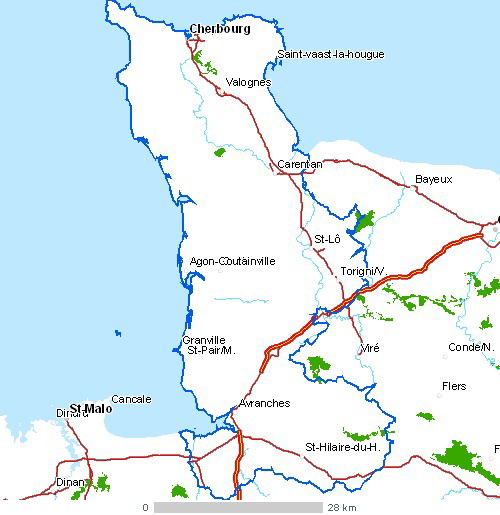
Mapa drogowa departamentu Manche i półwyspu Cotentin

Cotentin (Półwysep Normandzki) – półwysep w północno-zachodniej Francji, w Normandii, zajmujący większą część departamentu Manche. Oblewają go wody kanału La Manche – na wschodzie Zatoki Sekwany, na zachodzie – zatoki Saint-Malo.

## Geografia
- Współrzędne geograficzne: 49°30′N 1°40′W/49,500000 -1,666667

Najdalej wysuniętym w morze punktem półwyspu jest przylądek La Hague (Cap de la Hague), usytuowany na północno-zachodnim krańcu. Na krańcu północno-wschodnim znajduje się cypel Barfleur (Pointe de Barfleur).

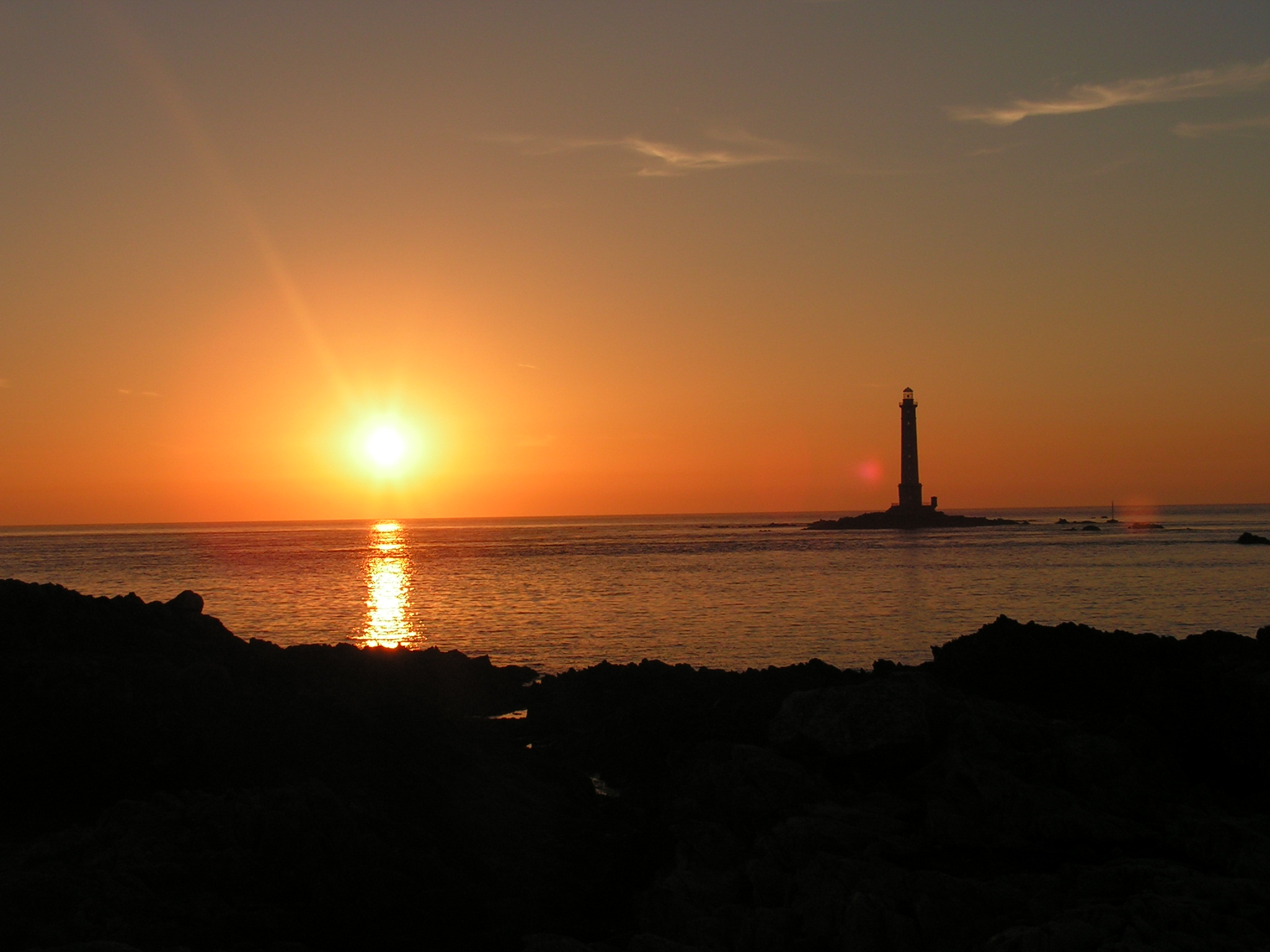
Latarnia morska na przylądku La Hague

Pod względem geologicznym półwysep Contentin wchodzi w skład Masywu Armorykańskiego. Jest to teren pagórkowaty, osiągający w części południowej wysokość 276 m n.p.m. Na wybrzeżu występują skaliste klify. Panuje tu klimat umiarkowany morski. 

## Gospodarka
W rolnictwie dominuje hodowla bydła i owiec. Ludność znajduje też zatrudnienie w rybołówstwie. Największym portem morskim na półwyspie jest Cherbourg.
We Flamanville istnieje elektrownia jądrowa, której wydajność powiększy się w nadchodzących latach o trzeci, nowoczesny, reaktor. Kilka kilometrów na północ od Flamanville, w Beaumont-Hague, zlokalizowany jest zakład utylizacji i wzbogacania odpadów radioaktywnych COGEMA-La Hague. Drogi prowadzące do tego silnie strzeżonego miejsca nie raz już były blokowane przez aktywistów Greenpeace. Te dwie instalacje przyczyniają się do odpływu ludności z przylądka – lokalne organizacje ekologiczne nieraz już wyrażały zaniepokojenie poziomem radioaktywności wody używanej do schładzania reaktorów, którą wypuszcza się do zatoki Vauville.